# 三つ子ラブ注意報!
『三つ子ラブ注意報!』（みつごラブちゅういほう）は、小春りんによる児童文学シリーズ。小学館ジュニア文庫より2022年6月から2023年9月まで発行された。挿絵は柚木ウタノ。

## あらすじ
母親と暮らす中学二年生の初乃莉子は、母親の海外転勤が急遽決まり、同じく海外転勤が決まった母親の仕事仲間の息子である三つ子の兄弟と暮らすこととなる。

## 登場人物
初乃莉子（ういのりこ）
母親と二人暮らし。小学生の時にある噂を立てられ、トラウマにより男子の目が見られなくなる。
目黒洸（めぐろこう）
三つ子の長男。誰にでも優しく成績優秀、運動神経抜群の王子様系男子。
目黒浬（めぐろかいり）
三つ子の次男。サッカー部のエースで女子に冷たいクール系男子。
目黒泪（めぐろるい）
三つ子の三男。ジェンダーレスのかわいい系男子。
日高めぐみ（ひだかめぐみ）
莉子の親友。中学に入ってから仲良くなった何でも話せるお姉さん系女子。
アイズ
目黒兄弟のファンで洸押しの神宮司姫奈（じんぐうじひめな）、浬押しの阿久津桜子（あくつさくらこ）、泪押しの八乙女夢美（やおとめゆめみ）の三人組。
逸子（いつこ）
亡くなった莉子の父親の姉で伯母にあたる人。莉子たちの住んでいるマンションの管理人で保護者代わり。
栄二（えいじ）
逸子の友達。沖縄のホタルのオーナーをしている。
深澤健（ふかざわけん）
通称、フカケン。動画投稿サイトのインフルエンサーをしている。

## 既刊一覧

### 小説
- 小春りん（著）・柚木ウタノ（絵）『三つ子ラブ注意報!』〈小学館ジュニア文庫〉、全3巻（2023年9月15日現在）
  1. 「モテ男子の目黒くんたちと一緒に住むことになりまして」2022年6月24日発売[1]、ISBN 978-4-09-231419-1
  2. 「モテ男子の目黒くんたちの甘すぎる溺愛バトル！？」2022年12月16日発売[2]、ISBN 978-4-09-231442-9
  3. 「モテ男子の目黒くんたちに告白されちゃいました」2023年9月15日発売[3]、ISBN 978-4-09-231464-1